# Mikroregion Ilhéus-Itabuna

Mikroregion Ilhéus-Itabuna

Mikroregion Ilhéus-Itabuna – mikroregion w brazylijskim stanie Bahia należący do mezoregionu Sul Baiano. Ma powierzchnię 37.974,51422 km²

## Gminy
- Almadina
- Arataca
- Aurelino Leal
- Barra do Rocha
- Barro Preto
- Belmonte
- Buerarema
- Camacan
- Canavieiras
- Coaraci
- Firmino Alves
- Floresta Azul
- Gandu
- Gongogi
- Ibicaraí
- Ibirapitanga
- Ibirataia
- Ilhéus
- Ipiaú
- Itabuna
- Itacaré
- Itagibá
- Itaju do Colônia
- Itajuípe
- Itamari
- Itapé
- Itapebi
- Itapitanga
- Jussari
- Mascote
- Nova Ibiá
- Pau Brasil
- Santa Cruz da Vitória
- Santa Luzia
- São José da Vitória
- Teolândia
- Ubaitaba
- Ubatã
- Una
- Uruçuca
- Wenceslau Guimarães